# Grande synagogue de Bruxelles
Pour les articles homonymes, voir Grande synagogue.
La grande synagogue de Bruxelles, située 32 rue de la Régence, est le siège du Consistoire central israélite de Belgique (CCIB). C'est le centre névralgique du judaïsme belge.
Au cours des XIXe et XXe siècles, Bruxelles s’est transformée en une véritable métropole multiculturelle. Ce caractère se traduit entre autres dans le patrimoine religieux de la Région de Bruxelles-Capitale. La grande synagogue de Bruxelles s’inscrit dans ce contexte.
En 2008, elle est reconnue comme la grande synagogue d'Europe.

## Localisation
Depuis 1878, la grande synagogue de Bruxelles siège entre le Conservatoire Royal (place Royale) et le palais de justice (place Poelaert). Depuis le 4 juin 2008, elle constitue, sous la dénomination de grande synagogue d’Europe, le lieu de culte officiel de la Conférence des rabbins européens (CER).
Des cérémonies solennelles se tiennent à la grande synagogue de Bruxelles en raison de son histoire, de sa notoriété et de son positionnement. 

## Historique
Dès le début du XIXe siècle, Bruxelles connaît une communauté israélite organisée et reconnue par les autorités (cf arrêté royal du 21 mai 1832). En 1831, au lendemain de l’indépendance de la Belgique, cette communauté ne disposait pour lieu de culte que d’une habitation louée. Trois ans plus tard, la communauté juive acquit l’édifice susnommé « Petite Boucherie ». Celui-ci, destiné à pallier l’exiguïté de la Grande Boucherie du Marché aux Herbes, fut construit sur l’actuelle place de Dinant (anciennement Place de Bavière) sous Maximilien-Emmanuel de Bavière. Ouverte au public le 30 septembre 1702, la « Petite Boucherie » maintint sa finalité première pendant approximativement un demi-siècle avant d’être louée aux membres du Concert Bourgeois, société protégée par le prince Charles de Lorraine. Après avoir été la propriété de la Société des amis des beaux-arts, ladite « Petite Boucherie » fut transformée en synagogue en 1833. Cette dernière fut inaugurée quelques mois plus tard par le premier grand rabbin de Belgique Eliakim Carmoly (1832-1834).
À la suite de la construction de la grande synagogue de Bruxelles, la communauté israélite abandonna la « Petite Boucherie » qui devint la Maison du peuple à savoir le siège du Parti ouvrier belge (POB). La grande synagogue, bâtie en 1875 par l’architecte belge Désiré De Keyser, fut inaugurée le 20 septembre 1878 par le grand rabbin Elie-Aristide Astruc (1866-1879). La grande synagogue de Bruxelles fut classée dans sa totalité en 1995 (cf arrêté royal du 9 février 1995).

## Description

### Description extérieure

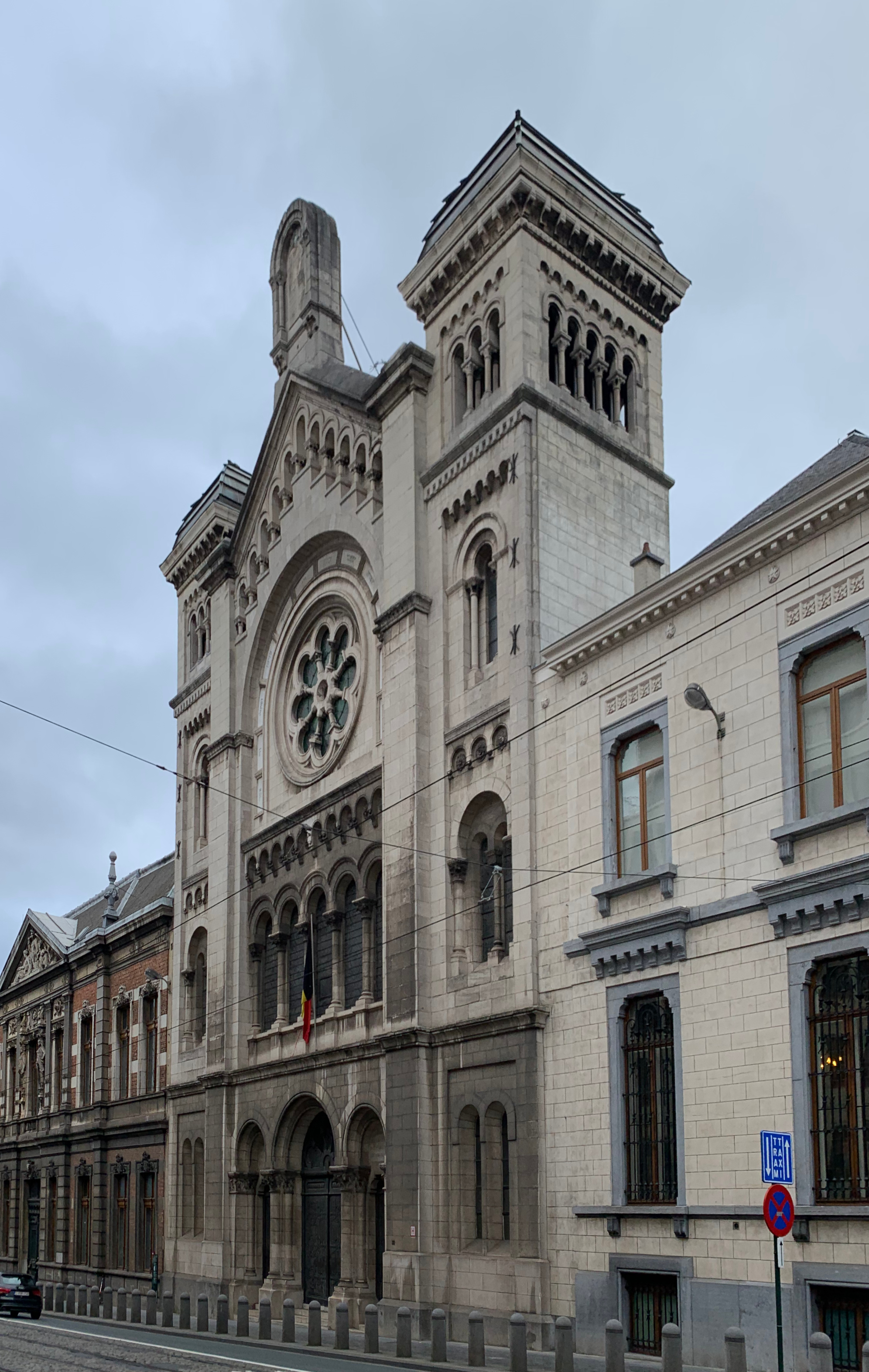
La façade de la grande synagogue vue depuis la rue de la régence.

De style romano-byzantin, la grande synagogue de Bruxelles, pourvue d’une nef centrale et de deux nefs latérales, s’apparente à une basilique. C’est pourquoi, la Commission royale des monuments et des sites, dans un écrit de 1874, avait regretté le côté trop chrétien de la bâtisse.
Le grand rabbin Elie-Aristide Astruc souhaitait y faire construire d’imposants vitraux. Il choisit le peintre-verrier brugeois Henri Dobbelaere. Ce dernier, ne maîtrisant pas la langue hébraïque, esquissa certains signes sur la mauvaise vitre.
La grande rosace se trouvant au-dessus de l’entrée de la grande synagogue est encerclée de panneaux portant les noms des douze tribus d’Israël.

### Description intérieure
L’Arche sainte, abritant les rouleaux de la Torah, incorporée au mur de la bâtisse, se compose de deux portes dissimulées au moyen d’un rideau sur lequel sont traditionnellement brodés les noms des donateurs, les noms des défunts en mémoire desquels le don a été réalisé ou des citations bibliques. Un hémicycle se situe au-dessus de l’Arche sainte. Celui-ci compte cinq vitraux dont quatre sont affectés à des personnages emblématiques de la Torah identifiables par leurs attributs. L’encens représente Aaron, la balance Samuel, le bâton avec un serpent Moïse et l’étoile à six branches David. 
Les rouleaux de la Loi se trouvent à l’intérieur de l’Arche sainte. Ceux-ci se composent de parchemins sur lesquels a été écrite, à l’aide de roseaux ou de plumes d’oie, la Torah. Ces rouleaux sont très dispendieux à la réalisation car, comme l’affirme l’actuel grand rabbin de Belgique, Albert Guigui, « nous ne pouvons pas les écrire avec des plumes contenant du métal car le fer ou le cuivre servent à fabriquer des armes et la Torah est porteuse de vie  ». De plus, ces parchemins, peaux d’animaux cacher, ne peuvent être entachés d’aucun contact manuel. C’est la raison pour laquelle le yad, pointeur digitiforme en métal ou en bois, est utilisé.
Le bima, également connu sous la dénomination d’almemor, constitue l’estrade sur laquelle se lit la Torah. Le candélabre, construit par la Compagnie des Bronzes, forme la source de lumière représentant la victoire du bien contre le mal. La lampe perpétuelle, dite ner tamid en hébreu, reste sans cesse allumée.

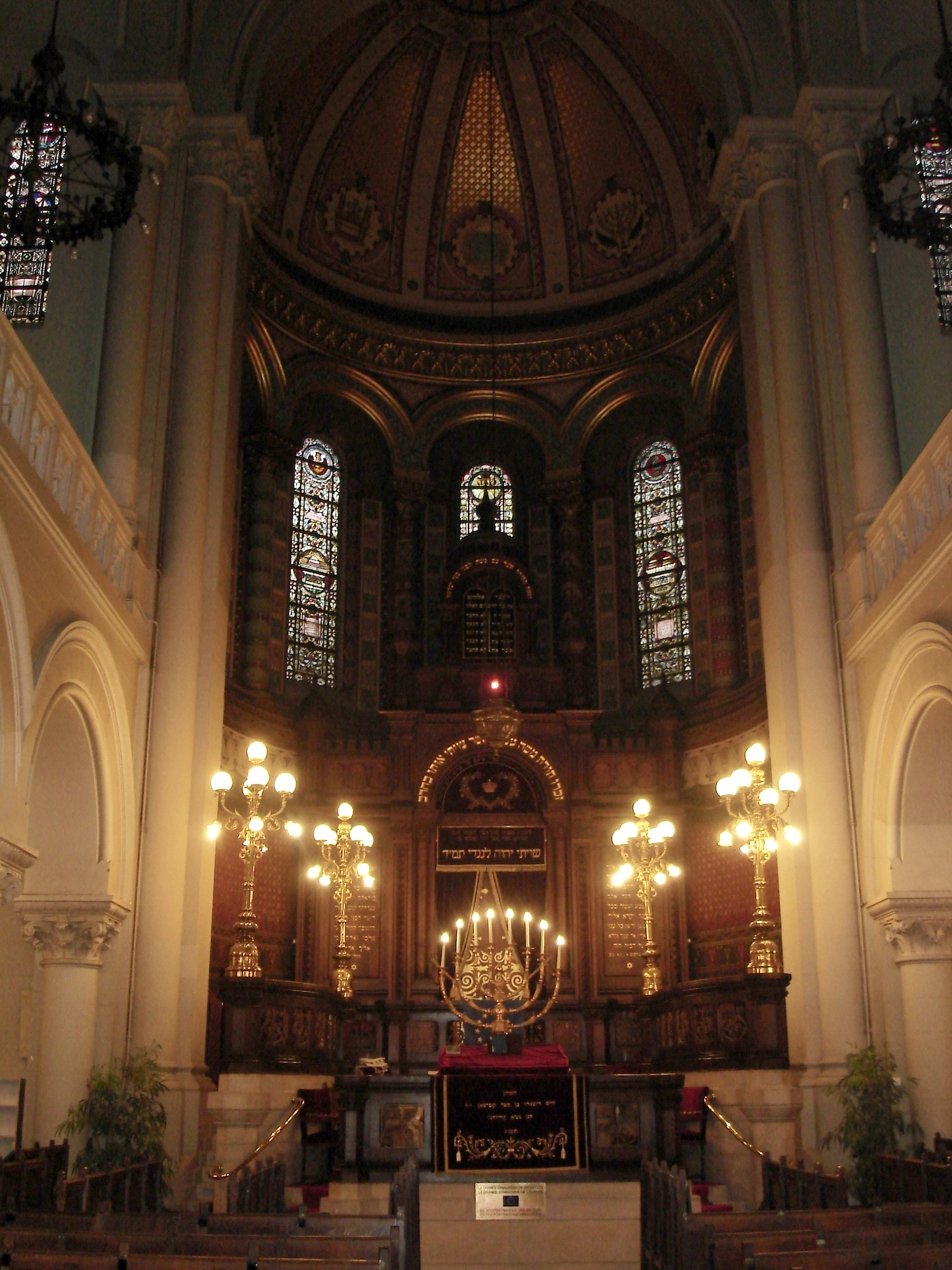
Intérieur de la synagogue- vue de l’Arche sainte
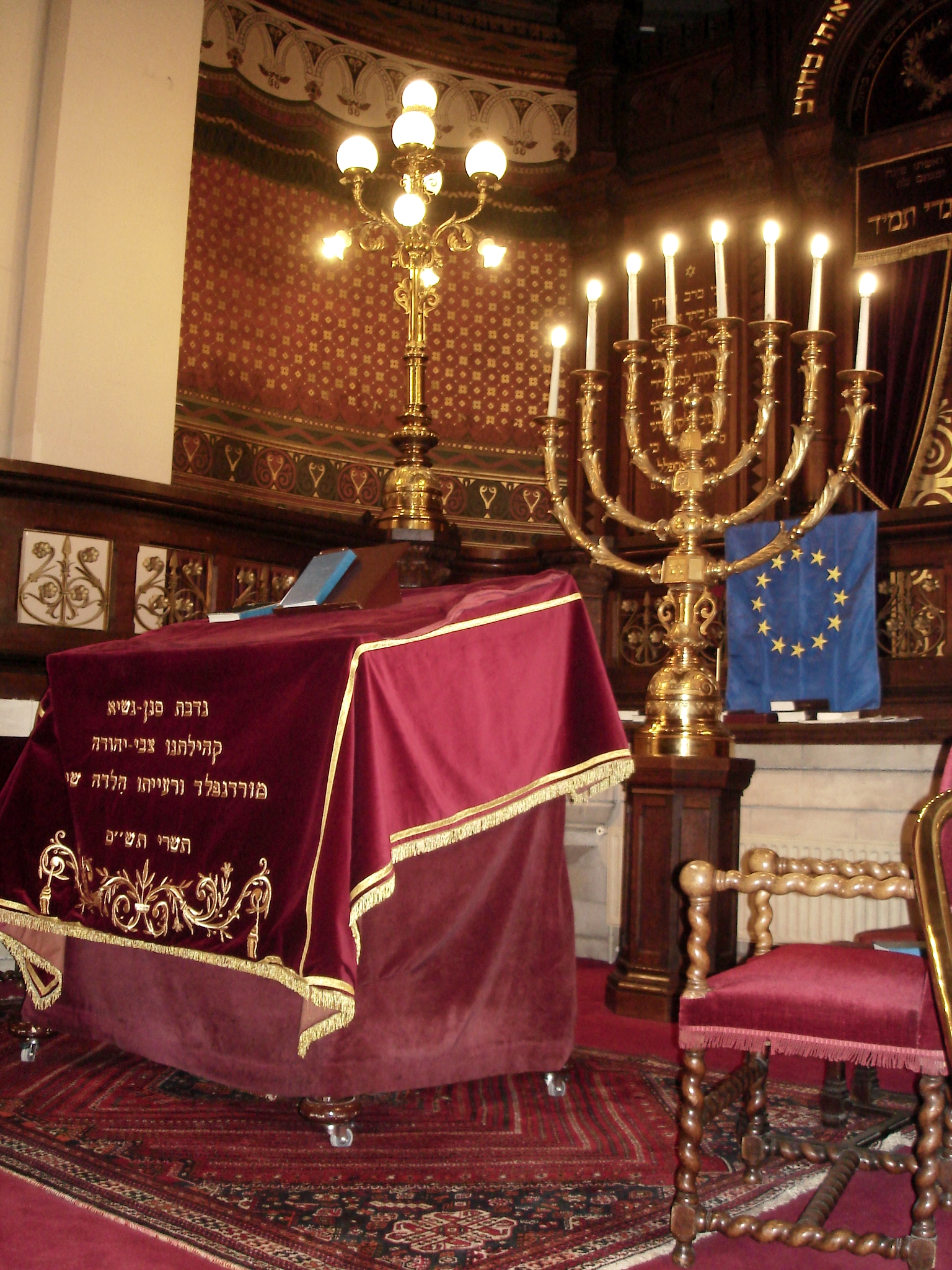
La Bimah et le chandelier à huit branches
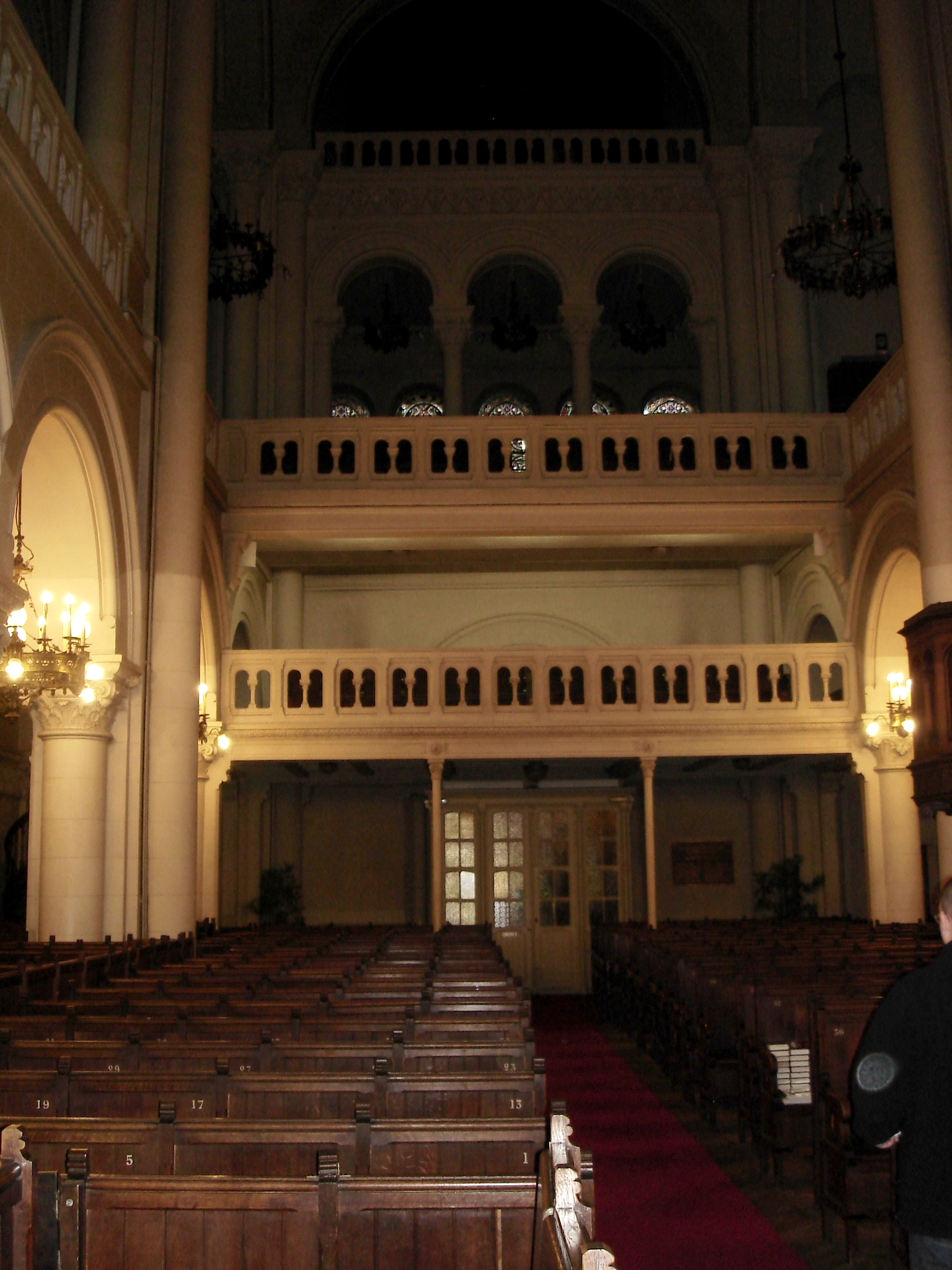
Intérieur de la synagogue- vue du côté de l’entrée
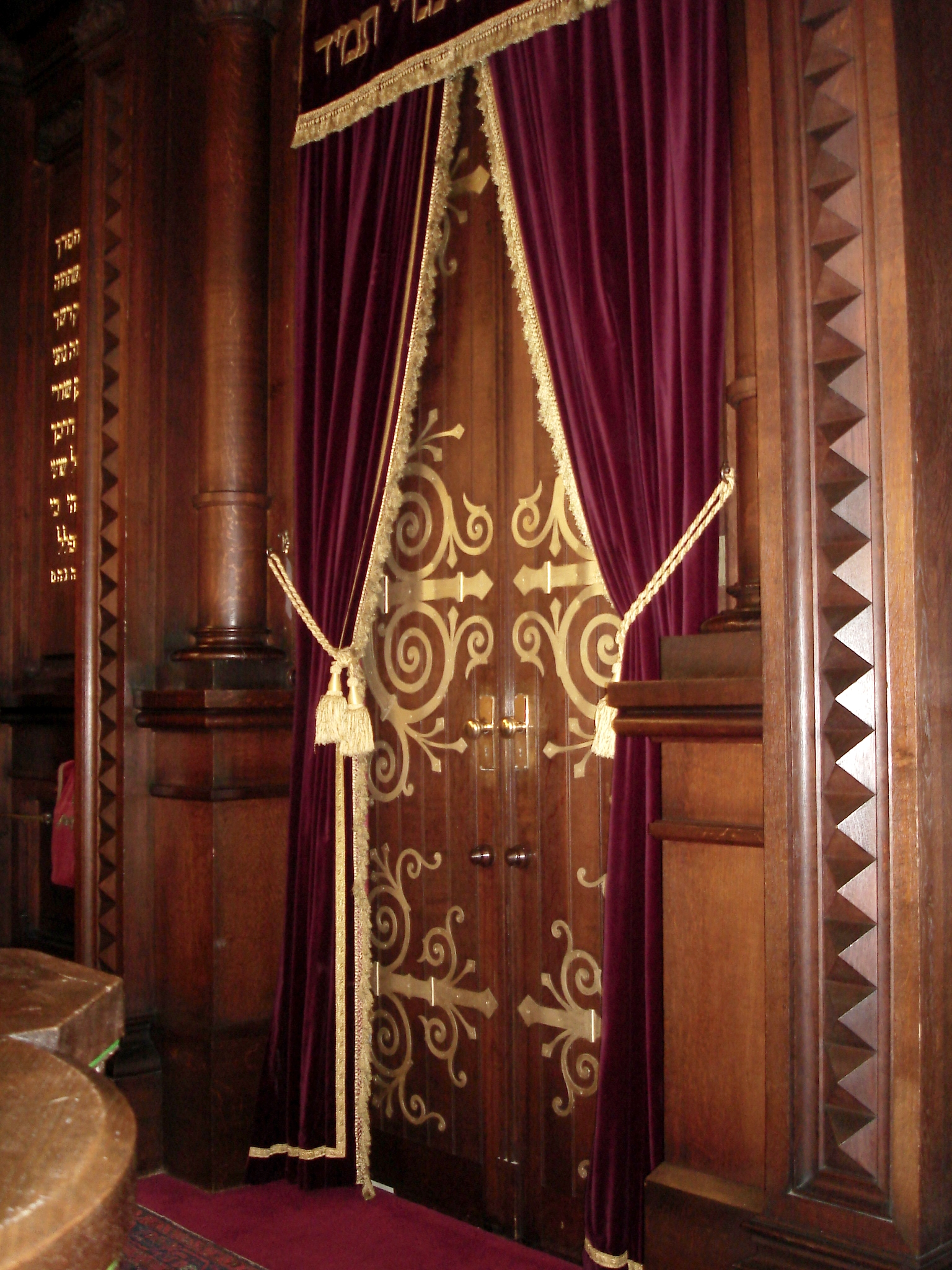
Vue de l’Arche sainte

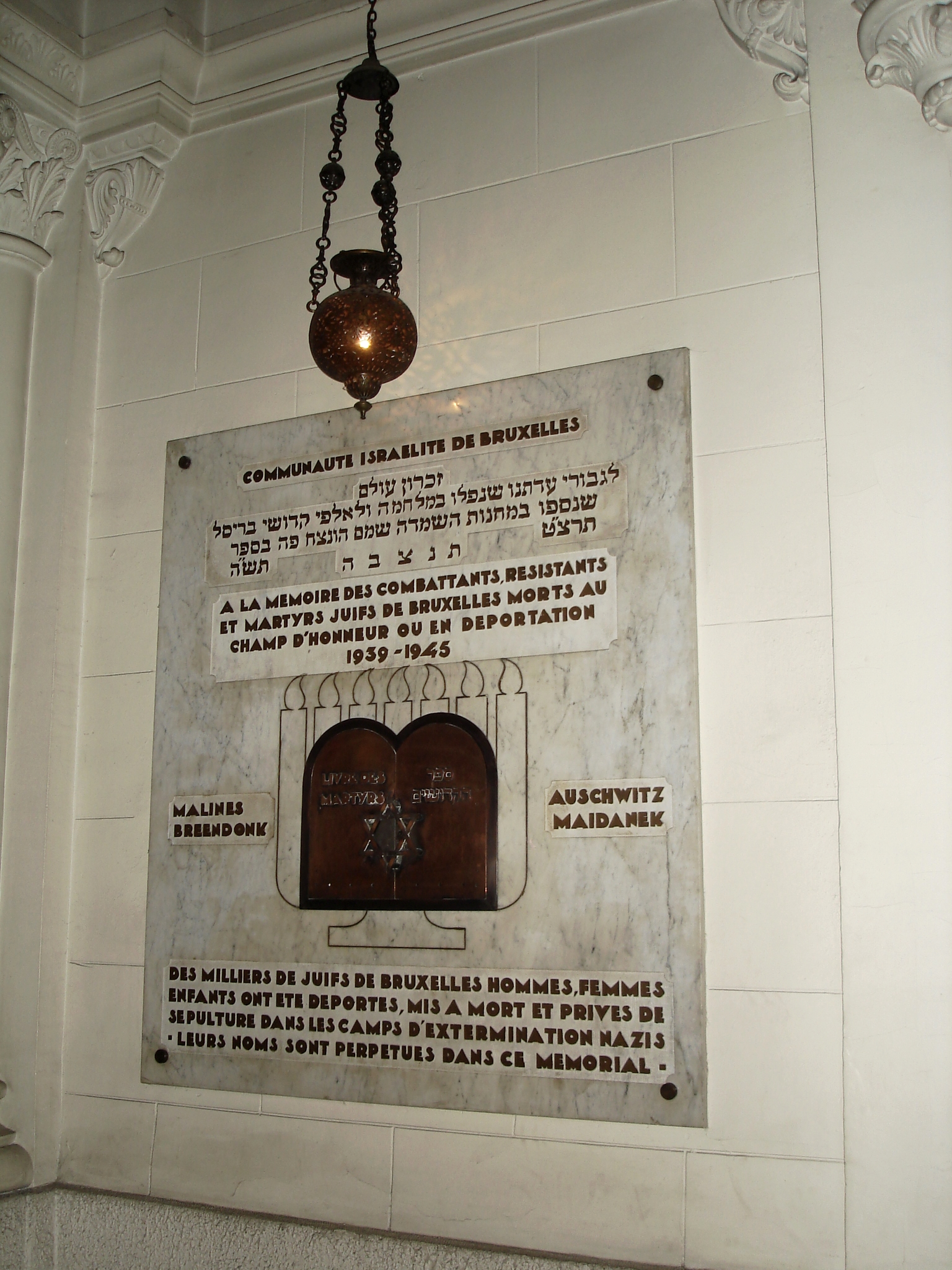
Plaque commémorative à la mémoire des victimes du nazisme
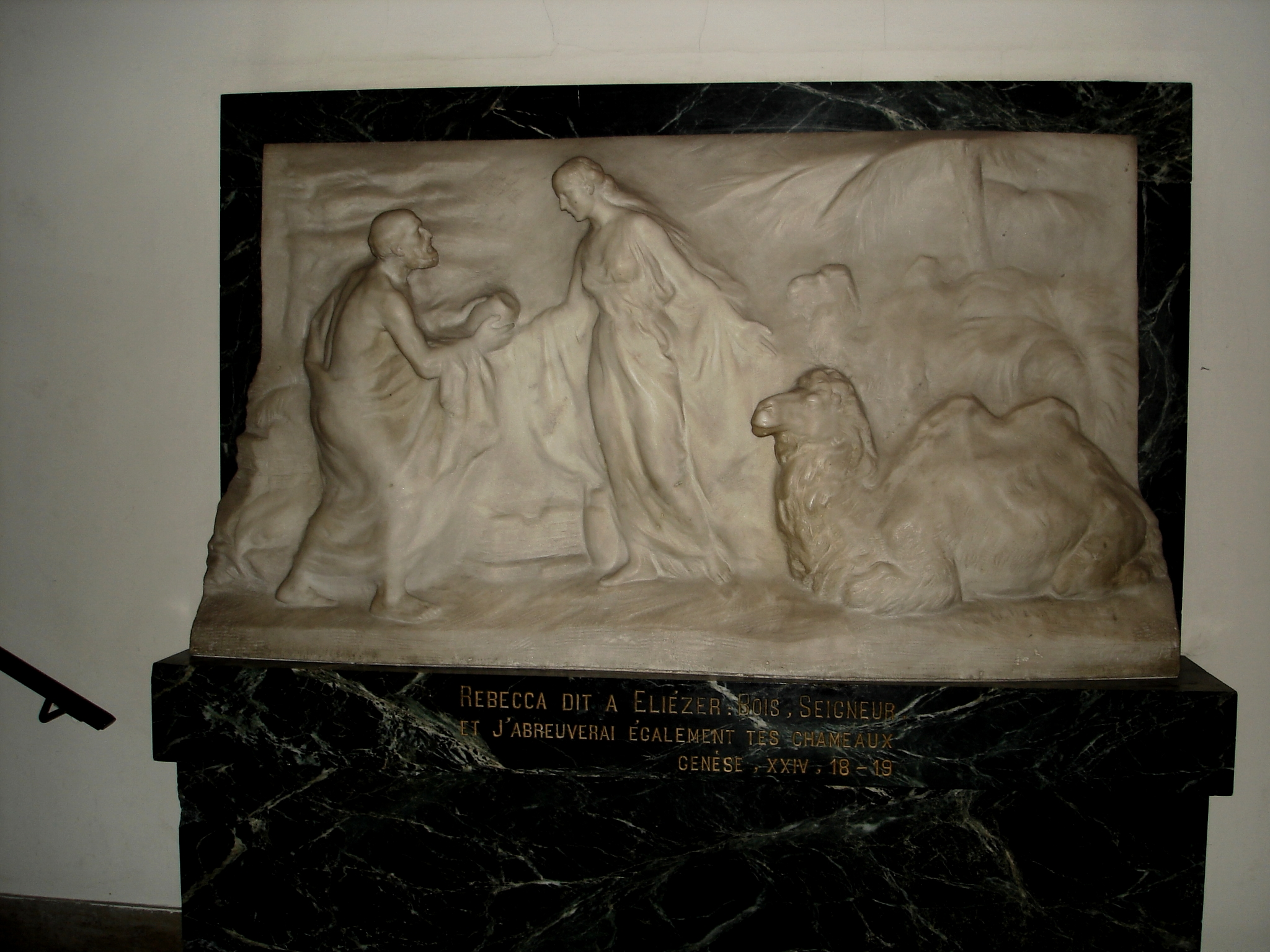
Bas-relief de Rebecca donnant à boire à Éliézer et à ses chameaux. Ce bas-relief, représentant des figures humaines, se trouve dans un vestibule à l’entrée de la synagogue.

## Organisation
La grande synagogue de Bruxelles n’est utilisée que lors des offices religieux les plus importants se déroulant le vendredi soir, jour du Shabbat, et le samedi matin. Pour les offices en semaine, les fidèles se retrouvent pour prier dans un second édifice. 
La grande synagogue de Bruxelles compte environ 1 000 membres. 